# Zornotza Saskibaloi Taldea
El Zornotza Saskibaloi Taldea, también conocido como Teknei Bizkaia Zornotza por motivos de patrocinio, es un equipo de baloncesto español con sede en la ciudad de Amorebieta (Vizcaya), que compite en la Tercera FEB, la cuarta división del baloncesto español. Disputa sus partidos en el Polideportivo Larrea, con capacidad para 600 espectadores. Es el equipo vinculado del Surne Bilbao Basket de la Liga Endesa.

## Historia
El Zornotza Saskibaloi Taldea, se fundó en 1959 de la mano de José Antonio López, su primer mandatario y actual presidente de honor, con ayuda de su compañero Iñaki Rentería. Ambos, estudiando en Bilbao por aquel entonces, decidieron paliar las inquietudes creadas en el pueblo por la falta de actividades deportivas y crearon este club.
Pero no se puede separar la fundación del Zornotza del contexto sociopolítico de la década de los sesenta, ya que en aquellos tiempos, a causa del régimen franquista, se prohibían crear asociaciones políticas, por lo que la gente decidía organizar sociedades culturales para reunirse y compartir buenos momentos con sus amigos como ocurrió en el caso del Zornotza Saskibaloi Taldea, que además de la clara vocación deportiva se convirtió en un lugar de encuentro para los vecinos del municipio. También a modo de reivindicación de nuestra cultura y tradición los fundadores eligieron los colores de la ikurriña como los del club: verde, rojo y blanco.
Desde entonces, muchos son los jugadores y técnicos que han pasado por el club y los éxitos del mismo, pero lo que está claro es que la entidad no ha parado de crecer, no en vano, de poseer un solo equipo en sus principios, el Zornotza ha pasado a tener más de 20 equipos y más de 300 jugadores.
En 2009 se cumplieron 50 años de vida del Zornotza Saskibaloi Taldea y en conmemoración el club editó una pequeña publicación que recogía la historia, anécdotas, imágenes, y comentarios de algunos de los jugadores que han formado parte del Zornotza ST.
En el ámbito deportivo, el primer gran éxito del club fue el ascenso a LEB Plata en la temporada 2012-13, en la Fase Final en Tarragona. Pero en la temporada 2016-17, tras varios años en LEB Plata, y llegar a las puertas del ascenso a LEB Oro en el playoffs, en el verano de 2017 no pudo volver a inscribirse en la LEB Plata por un defecto de forma en la entrega de una parte de la documentación y avales, y finalmente accedió a la Liga EBA.
Afortunadamente en la temporada siguiente 2017-18, el club logra de nuevo el ascenso a LEB Plata,categoría denominada actualmente Segunda FEB, en la que permaneció durante siete campañas hasta la temporada 2024-25, tras su descenso a Tercera FEB.
El otro gran hito deportivo vino en marzo de 2022, el Zornotza Saskibaloi gana la Copa LEB Plata, proclamándose así cuarto equipo vasco en conseguirla.

## Denominaciones
- Zornotza Saskibaloi Taldea (-2017)
- HA Zornotza (2017- 2020)
- Zornotza Saskibaloi Taldea (2020-2021)
- Teknei Bizkaia Zornotza (2021-)

## Trayectoria
| Temporada | Nivel | División    | Pos. | Postemporada           | TR    | PO       | Copa           | Copa |
| --------- | ----- | ----------- | ---- | ---------------------- | ----- | -------- | -------------- | ---- |
| 2005-06   | 5     | 1ª División | 7.º  | –                      | 18-12 | –        | –              | –    |
| 2006-07   | 5     | 1ª División | 8.º  | –                      | 11-15 | –        | –              | –    |
| 2007-08   | 6     | 1ª División | 9.º  | –                      | 12-16 | –        | –              | –    |
| 2008-09   | 6     | 1ª División | 8.º  | –                      | 15-13 | –        | –              | –    |
| 2009-10   | 5     | 1ª División | 3.º  | Ascenso                | 17-11 | –        | –              | –    |
| 2010-11   | 4     | Liga EBA    | 4.º  | 7.º                    | 12-10 | 1-1-0    | –              | –    |
| 2011-12   | 4     | Liga EBA    | 5.º  | 9.º                    | 11-11 | 2-0      | –              | –    |
| 2012-13   | 4     | Liga EBA    | 2.º  | Ascenso (4.º)          | 14-8  | 2-1      | –              | –    |
| 2013-14   | 3     | LEB Plata   | 9.º  | Cuartos final (9.º)    | 10-14 | 1-2      | –              | –    |
| 2014-15   | 3     | LEB Plata   | 4.º  | Semifinal (4.º)        | 18-10 | 2-3      | –              | –    |
| 2015-16   | 3     | LEB Plata   | 10.º | –                      | 10-16 | –        | –              | –    |
| 2016-17   | 3     | LEB Plata   | 6.º  | Final (2.º) / Descenso | 17-13 | 6-7      | –              | –    |
| 2017-18   | 4     | Liga EBA    | 2.º  | Ascenso (6.º)          | 28-2  | (2-0)2-1 | –              | –    |
| 2018-19   | 3     | LEB Plata   | 7.º  | –                      | 16-18 | –        | –              | –    |
| 2019-20   | 3     | LEB Plata   | 20.º | –                      | 9-16  | –        | –              | –    |
| 2020-21   | 3     | LEB Plata   | 3.º  | Semifinal (5.º)        | 16-10 | 2-4      | –              | –    |
| 2021-22   | 3     | LEB Plata   | 3.º  | Cuartos final (6.º)    | 17-9  | 2-2      | Copa LEB Plata | C    |
| 2022-23   | 3     | LEB Plata   | 3.º  | Cuartos final (5.º)    | 18-8  | 2-2      | –              | –    |
| 2023-24   | 3     | LEB Plata   | 4.º  | Cuartos final (7.º)    | 16-10 | 1-3      | –              | –    |
| 2024-25   | 3     | Segunda FEB | 14.º | Descenso               | 10-16 | –        | Copa España    | FG   |
| 2025-26   | 4     | Tercera FEB |      |                        |       |          | –              | –    |

## Jugadores destacados
| - Djimadoum Bandoumel - Unai Calbarro - Marcos Casado - Joseba Iglesias - Xabier López - Antonio Lorenzo (baloncestista) - Seydou Aboubacar - Moussa Kone - Andreas Schreiber |  | - Borja Mendia - David Quero - Óscar Raya - Sasa Borovnjak - Aleksandar Kalanj - Kyle Rowley - Tre Bowman - Juan Coronado (baloncestista nacido en 1990) - Bill Bahíno - Etinosa Erevbenagie |  | - Volodymyr Orlov - Alberto Cabrera - Bryson Robinson - Jeromy Rodríguez |